# 平岡頼資
平岡 頼資（ひらおか よりすけ）は、美濃徳野藩の第2代藩主。

## 生涯
慶長10年（1605年）、初代藩主・平岡頼勝の長男として河内で生まれる。母は上月景貞娘（黒田如水の姪）。正室は小堀政一の娘。慶長12年（1607年）の父の死去により、3歳で家督を継いだ。
晩年に庶長子の新十郎と次男の頼重が家督争いを起こし、後継者を指名せずして承応2年（1653年）1月8日（異説として7月4日）に死去した。享年49。
頼資の死後、平岡家は家督争いの他、頼重の不行跡などにより、家督相続が認められず改易となった。ただし、頼重が1000石を与えられ、子孫は2000石（最終的には6000石）の旗本として存続することを許された。

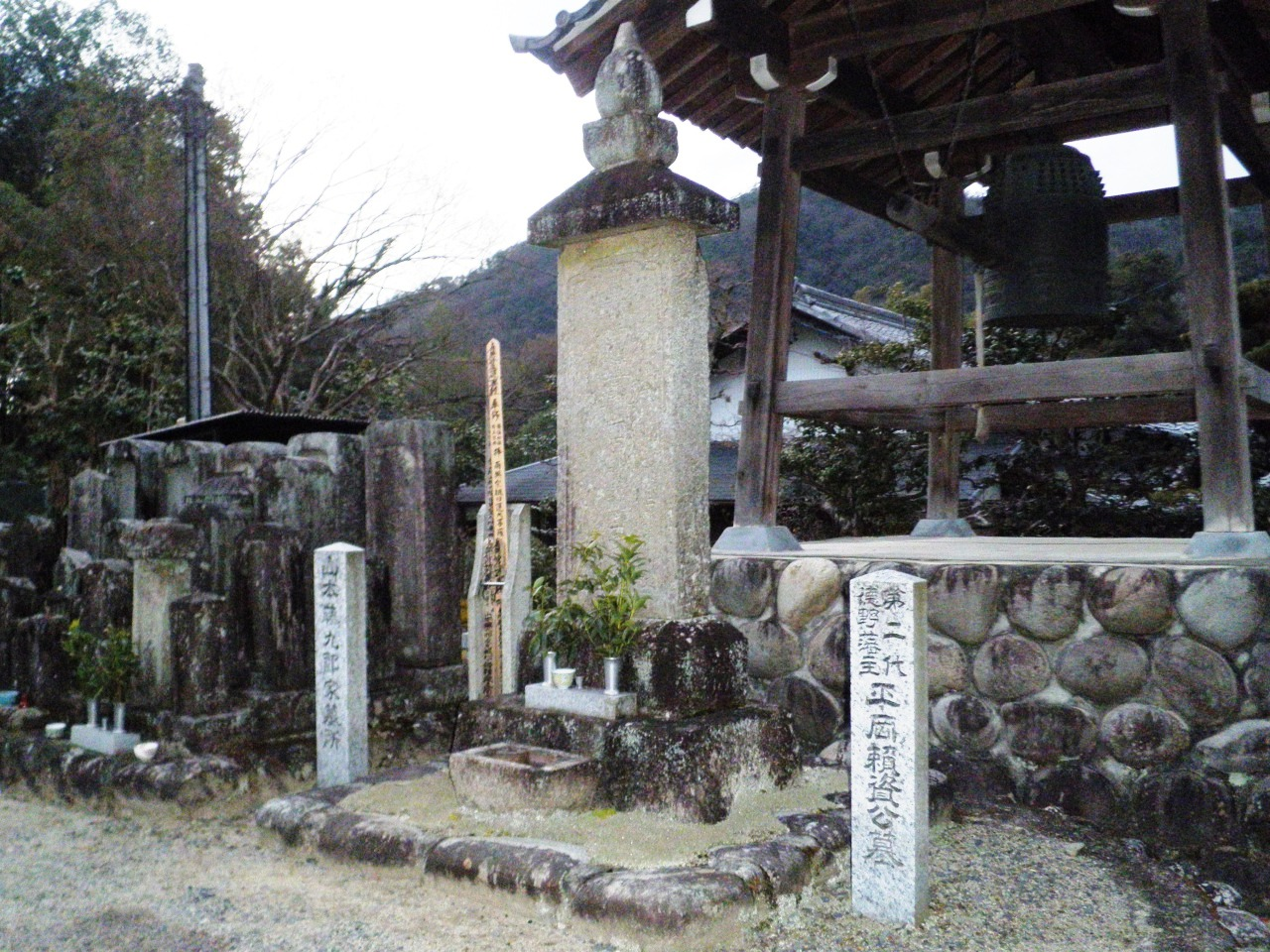
頼資の墓（専養寺）